# Hemiphyllodactylus zalonicus
Hemiphyllodactylus zalonicus — вид ящірок з родини геконових (Gekkonidae). Відкритий у 2021 році.

## Поширення
Ендемік М'янми. Поширений у горах Мангін в області Сікайн на півночі країни.